# IC 489
IC 489 је појединачна звијезда у сазвјежђу Рак која се налази на листи објеката дубоког неба у Индекс каталогу.
Деклинација објекта је + 25° 59' 53" а ректасцензија 8h 1m 38,0s.